# Roald Amundsen

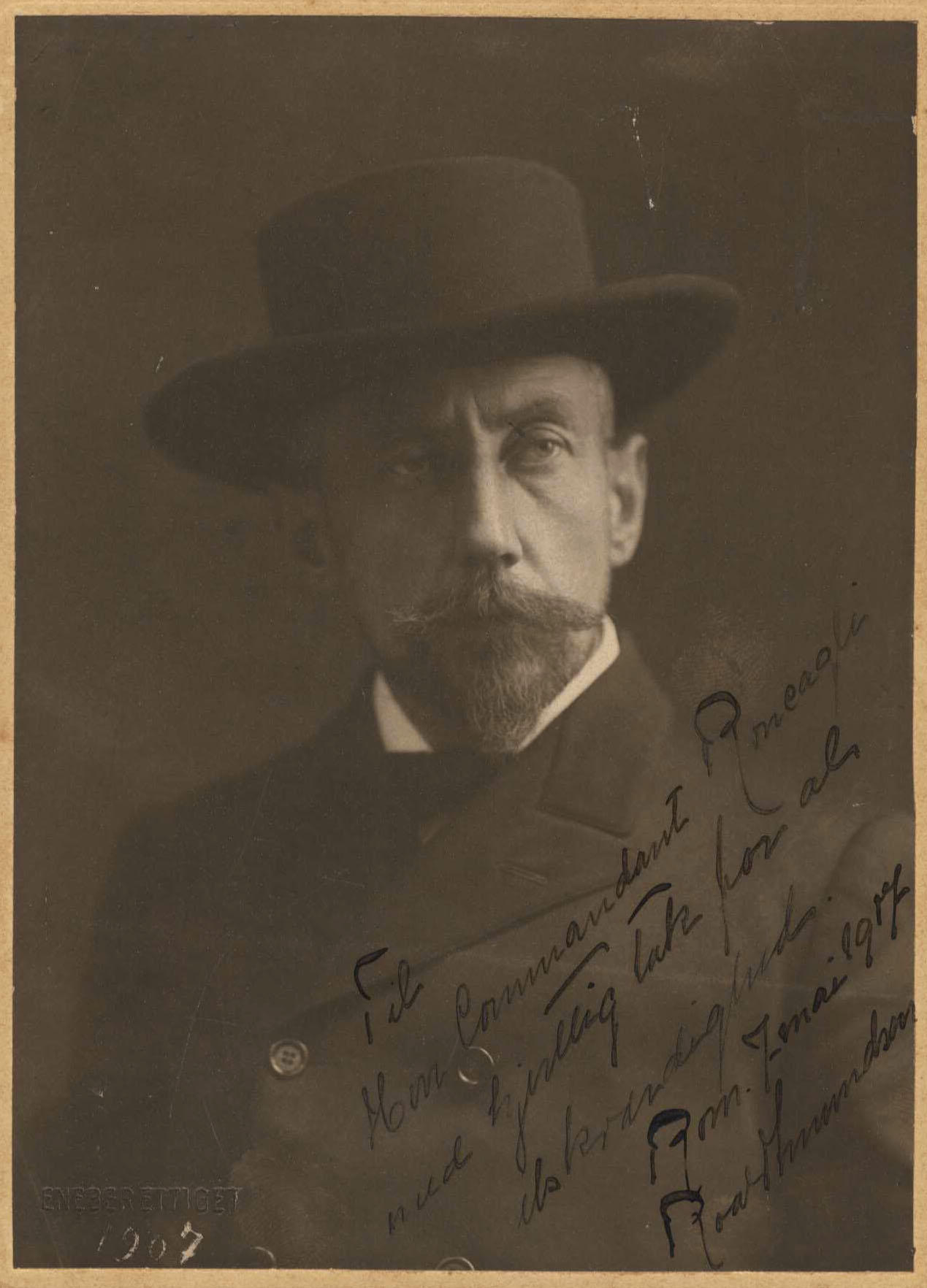

Roald Engelbregt Gravning Amundsen (Borge, 1872. július 16. – ismeretlen, 1928. június 18.) sarkkutató, norvég felfedező, a sarkvidékek legeredményesebb felfedező utazója. Ő hajózott először át az Északnyugati átjárón (1903–1906), majd 1910–12-es expedíciójával elsőként érte el a Déli-sarkot 1911. december 14-én.

## Élete
A norvégiai Borgéban született, Oslo mellett. Fridtjof Nansen Grönlandot átszelő expedíciójának hatására döntött úgy, hogy életét a felfedezésnek szenteli.

## Korai expedíciók
1897–1899-ben részt vett Adrien de Gerlache expedíciójában mint első tiszt. Belgica nevű hajójuk volt az első olyan jármű, amely áttelelt az Antarktiszon, mivel belefagyott a Bellingshausen-tengerbe.
Velük tartott egy amerikai orvos, Frederick Cook is, aki az egész legénységet megóvta a skorbuttól. Ez életre szóló tanulság volt Amundsen számára.

## Az Északnyugati átjáró első végighajózása
Ő vezette azt az 1903-ban indult expedíciót, amelyen először sikerült végighajózni az Atlanti-óceánról a Csendes-óceánra az Északnyugati átjárón. Gjøa nevű, 50 tonnás hajójával heten indultak útnak, és a Baffin-öböltől Franklinék útját követték. A Vilmos király szigetet keletről kerülték meg, és eközben hosszabb időre megálltak, hogy méréseket végezzenek az északi mágneses sark környékén. Eközben megismerkedtek az eszkimókkal és életmódjukkal; megtanulták, hogyan élhetnek meg a tundrán és a jégvilágban. 1905-ben indultak tovább, és ahogy kiértek a Kanadai-szigetvilágból, hajójuk a nyugati hosszúság 138°-nál befagyott. 1906-ban érkeztek meg Alaszka partjaihoz úgy, hogy a feladatot hatan teljesítették (Amundsen, Adolf Henrik Lindstrøm, Gustav Juel Wiik, Peder Ristvedt, Godfred Hansen, Helmer Hanssen).
A mágneses sarokhoz közel hajózva megfigyeléseikkel igazolták, hogy a pólus elvándorolt arról a helyéről, amit 1831-ben John Ross meghatározott.
Az expedíción Amundsen tanulmányozta a sarkvidéken élő emberek szokásait, mert el akarta tanulni, hogyan lehet élni az ilyen szélsőséges körülmények között. Eltanulta a szánhúzó kutyák hajtását, és dokumentálta hőszigetelő ruházatukat. Feljegyzéseit és gyűjteményét a néprajztudomány később nagyon felértékelte.
A Gjøa hajót az expedíció után San Franciscó-i norvégok vették meg. 1972-ben az elhanyagolt járművet a norvég kormány megvásárolta, és a Fram Múzeumban helyezte el.

## A Déli-sark

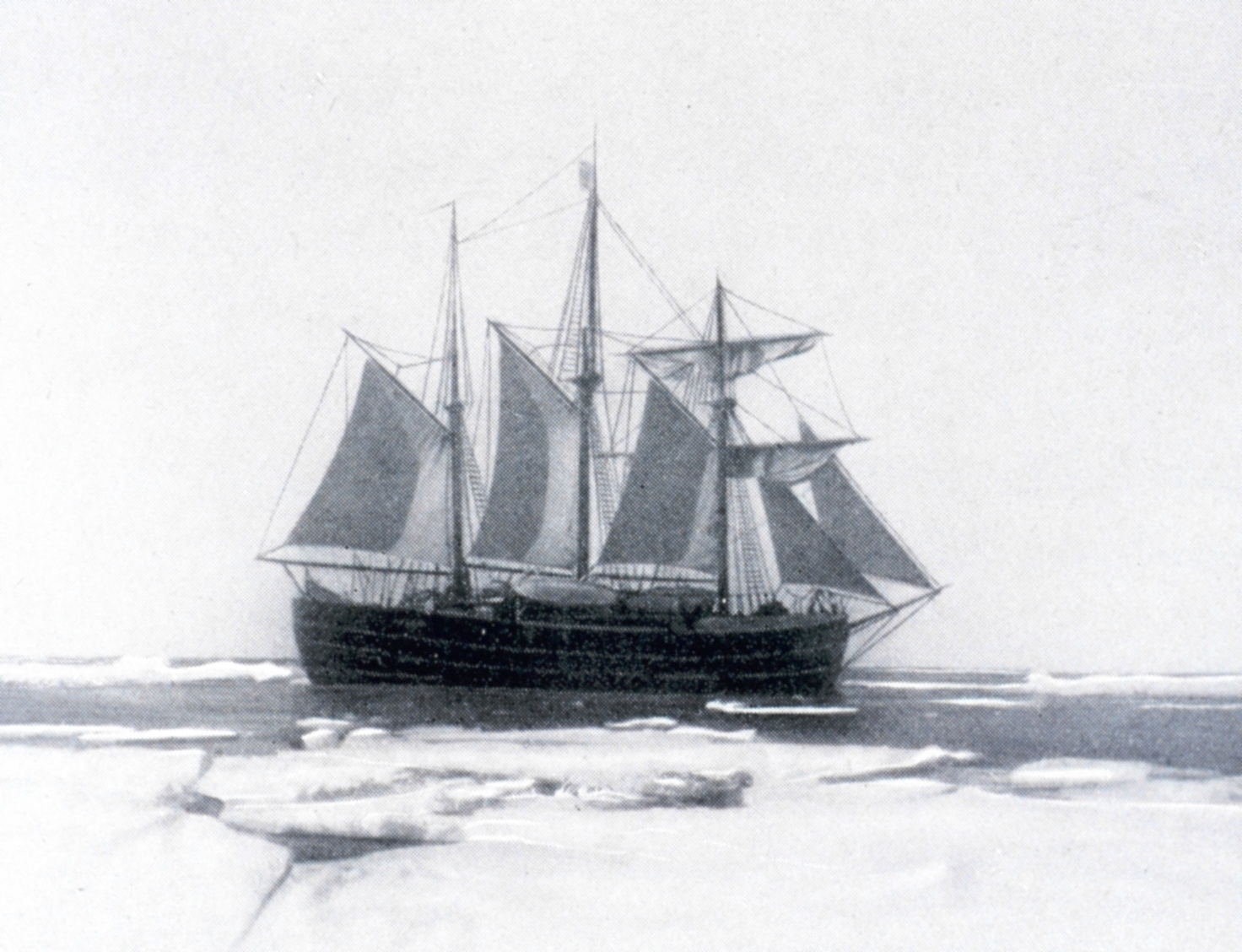
A Fram

Az Északnyugati átjáró után az Északi-sark kezdte foglalkoztatni. Nansen sodródását kívánta megismételni, ezért megvásárolta és felújíttatta annak Fram („Előre”) nevű hajóját. 1910-ben már készen álltak az indulásra, amikor megérkezett a hír egyrészt, hogy Robert Peary és Frederick Cook 1909-ben elérte a sarkot, másrészt, hogy Robert Falcon Scott délsarki expedíciót szervez. Ezeket megtudva Amundsen megváltoztatta terveit. Látszólag az Északi-sark felé indult, de testvérének, Leonnak és a Fram tisztjeinek elárulta, hogy valójában immár a Déli-sark meghódítására tör. Attól félt, hogy Nansen nem engedélyezné a Fram használatát, ha ezt megtudná – emellett a vetélytársának tekintett Scottot sem akarta értesíteni. A legénységgel csak akkor közölte az új célt, amikor elérték Madeirát. Mindenki egyetértett az új úticéllal.
1911. január 14-én, a Bálna-öböl néven ismert helyen érték el a selfjeget; Amundsen itt építette ki a Framheimnak, azaz a Fram otthonának nevezett bázisát. Ez a pont 60 mérfölddel (tmf, vagyis 110 km-rel) volt közelebb a pólushoz, mint McMurdo, ahol a rivális brit expedíció partot ért. Scott viszont az Ernest Shackleton által felfedezett úton haladhatott a Beardmore-gleccserig, Amundsennek pedig találnia kellett egy, a Transzantarktiszi-hegységen átvezető utat a pólusig.
Februárban és márciusban utánpótlás-raktárakat építettek ki 80°, 81° és 82°-nál. Eközben nagyon hasznos tapasztalatokat szereztek a célszerű táplálkozásról és felszerelésről. Ezután a téli időszakban elszántan fejlesztették felszerelésüket, legfőképpen a szánokat.
A Déli-sark meghódításáért való verseny miatt Amundsen túl korán indult el először az embereivel. Hjalmar Johansen az expedíció másik tapasztalt tagja nem értett egyet a korai indulással, amely miatt végül Johansennek kellett megmentenie az expedíció egyik tagját Kristian Prestrudot és önmagát a fagyhaláltól, mivel Amundsen a kegyetlen viharban embereit magára hagyva a legjobb szánnal visszaindult a bázisra Framheimre. Johansen és a rettenetes időjárás miatt mozgásképtelenné vált Prestrud sátor és jégből iható viz előállítására alkalmas főzőfelszerelés nélkül maradt. Végül Johansen a hátán cipelte vissza Prestrudot. Az eset után, mivel Amundsennek szóvá tette, ő kizárta a Déli-sark meghódítására induló ismételt próbálkozásból, és kis expedícióra küldte Prestruddal a VII. Edward földre. Később az egész expedícióban történt részvételét is igyekezett meg nem történtként bemutatni, ami Johansent megviselte és egy évvel később öngyilkos lett.
Amundsen és társai (Olav Bjaaland, Helmer Hanssen, Sverre Hassel és Oscar Wisting) 1911. október 20-án indultak útnak, és december 14-én, 35 nappal Scott előtt érték el a Déli-sarkot. Amundsen a sarki tábort Polheimnak nevezte el. Scott szerencsétlenül járt expedíciójával ellentétben Amundsenék a kiváló előkészületeknek és a nagyszerű szánhúzó kutyáknak köszönhetően simán, szinte eseménytelenül teljesítették a feladatot.
Mivel egyik expedíció sem vitt magával hírközlő eszközt, a közvéleményt csak 1912. március 7-én értesítették.
Néhányan (köztük példaképe, Nansen is) bírálták Amundsent, amiért elsődleges célja nem a tudomány, hanem az elsőknek járó dicsőség megszerzése volt.

## Élete a Déli-sark meghódítása után

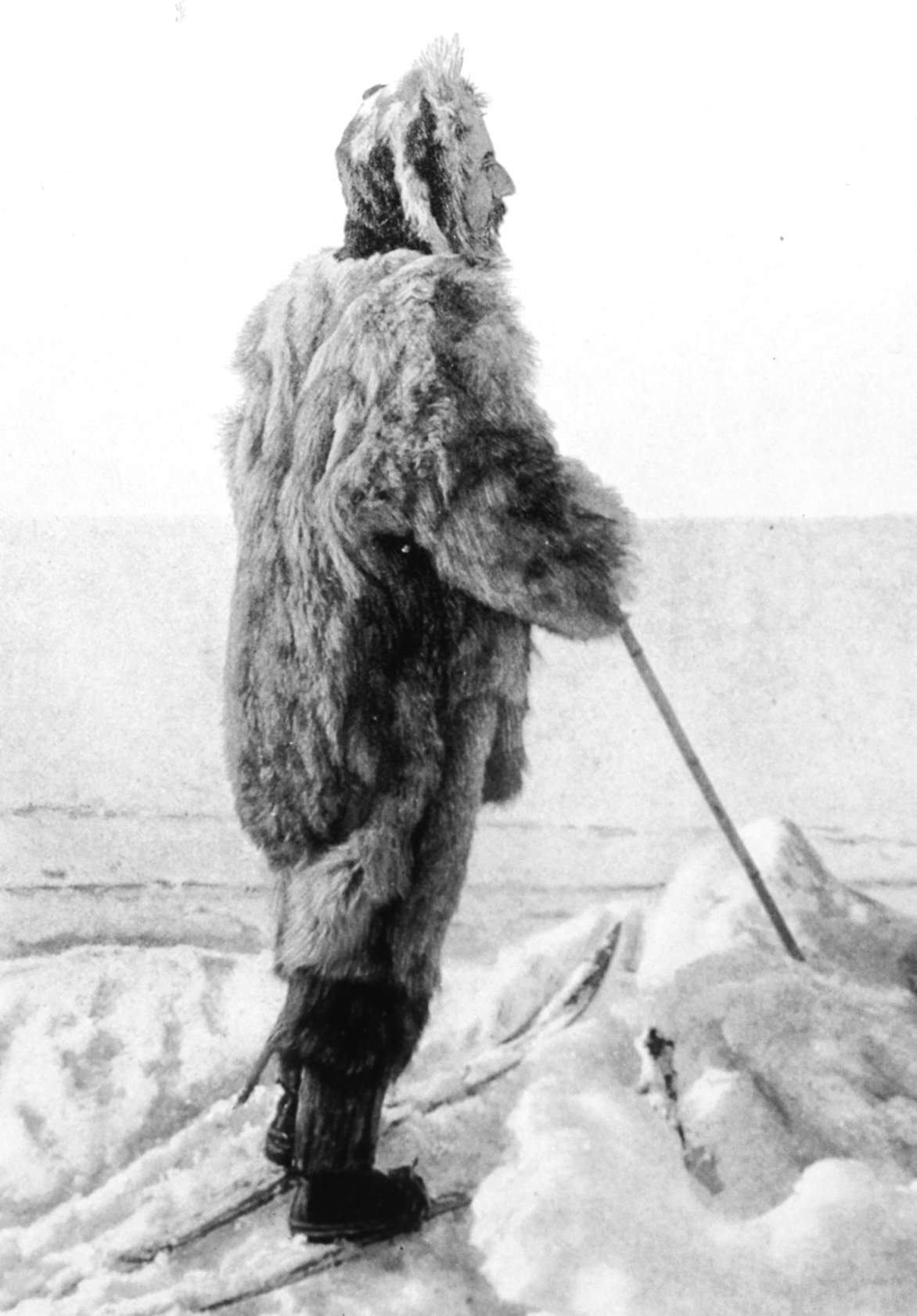
Amundsen a jégen.
(Forrás: NOAA)

Amundsen nem tudott maradéktalanul örülni a sikerének, mert őt világéletében az Északi-sark tartotta bűvöletében. „Ehelyett ott találtam magam a Déli-Sarkon” – mondta később.
1918–1920 között Amundsen új hajójával, a Fram mintájára épült Mauddal az Északkeleti átjáró áthajózására vállalkozott Adolf Erik Nordenskiöld útvonalán, hogy a Fram sodródásos kutatóútját más kezdőpontról megismételve közelebb jusson az Északi-sarkhoz. A vállalkozás a jégviszonyok miatt kudarcba fulladt.
1925-ben Lincoln Ellsworth, Umberto Nobile és még három ember társaságában megpróbálta repülővel elérni az Északi-sarkot. Alaszkából indulva eljutottak az é. sz. 87° 44'-ig, de a sarkot nem érték el. Ebben az időben ez volt a legészakibb olyan pont, ahová ember repülőgéppel eljutott.
Két géppel vágtak neki az útnak, és azok egymástól néhány kilométerre landoltak. Bár nem volt rádiókapcsolatuk, de sikerült egymásra találniuk. Az egyik gép teljesen tönkrement. Három hétig dolgoztak azon, hogy a jégen felszállópályát alakítsanak ki. 60 tonna jeget lapátoltak el úgy, hogy a napi ételadagjuk 40 dkg volt. A hat felfedező végül beszállt az épen maradt gépbe, és dicsőségben tértek vissza, amikor már mindenki azt gondolta, hogy odavesztek.
1926-ban tizenötödmagával, Ellsworth és Nobile társaságában megpróbálta a Norge léghajón átrepülni az Északi-sarkvidéket. 1926. május 11-én indultak útnak a Spitzbergákról, és két nappal később Alaszkában szálltak le. Légi úton valószínűleg először ők érték el az Északi-sarkot, mivel az őket két nappal állítólag megelőző Richard Evelyn Byrd útjának sikere erősen kétséges.
1928. június 4-én repülővel indult el, hogy megmentse Nobilét, akinek Italia nevű léghajója lezuhant. Néhány héttel később Tromsø közelében találták meg a gép darabjait – úgy tűnik, Amundsen lezuhant, és vagy a katasztrófában, vagy kevéssel utána meghalt. Holttestét sosem találták meg.

## Bibliográfia

### Magyarul megjelent művei
- Roald Amundsen: Amundsen északi útja. Az északnyugati átjáró; ford. Halász Gyula; Világirodalom, Budapest, 1923 (A hat világrész); hasonmás kiadás: Enciklopédia, Budapest, 2005
- Roald Amundsen: A Déli Sark meghódítása; ford. Telekes Béla, Baktai Ervin, Ballenegger Henrik; Világirodalom, Budapest, 1924 (A hat világrész)
- Roald Amundsen–Lincoln Ellsworth: Az Északi Sark meghódítása; magyar kiad. sajtó alá rend. Cholnoky Jenő; Pantheon, Budapest, 1926

### Magyarul megjelent könyvek róla
- Alekszandr Sztyepanovics Jakovlev: Amundsen; ford. Niederhauser Emil; Franklin Társulat, Budapest, 1949
- Alekszandr Sztyepanovics Jakovlev: Irány a Déli-sark!; ford. Áchim András; Ifjúsági, Budapest, 1956 (Ifjúsági kiskönyvtár)
- Kare Holt: A versenyfutás; ford. Miszoglád Gábor; Gondolat, Budapest, 1978
- Dékány András: A sarkvidék meghódítója – Roald Amundsen élete; Móra, Budapest, 1966; 1990 (Nagy emberek élete)
- Alina Centkiewicz–Czesław Centkiewicz: Amundsen útja; ford. Sebők Éva; Táncsics, Budapest, 1968 (Útikalandok)
- Göcsei Imre: Az ismeretlen vándorai; Tankönyvkiadó, Budapest, 1990
- Roland Huntford: Scott és Amundsen. Versenyben a Déli-sarkért; ford. Széky János, Park, Budapest, 2003; 2014 (Veszélyes övezet)
- Espen Ytreberg: Amundsen; ford. Petrikovics Edit, Typotex, Budapest, 2020

## Névadóként
Az alábbiakat nevezték el Roald Amundsenről:
- Amundsen-tenger, mely a Csendes-óceán peremtengere, az Antarktisz közelében
- Amundsen-öböl, Kanada északi partjainál, a Banks- és a Victoria-sziget között
- Amundsen–Scott déli-sarki kutatóállomás, az USA kutatóbázisa pontosan a Déli-sarkon. 1956-ban hozták létre
- Amundsen-kráter, egy hatalmas kráter a Hold déli pólusán
- A Norvég Haditengerészet Aegis légvédelmi rendszerrel felszerelt Nansen fregattosztályának egyik hajóját